# Malum prohibitum
Malum prohibitum (flertal: mala prohibita, dansk: ondskab (fordi) forbudt) er et latinsk begreb, der bruges om handlinger, der alene anses som forkerte fordi de er kriminaliseret ved lovgivning. Disse betegnes mala prohibita-forbrydelser og står over for mala in se-forbrydelser, der anses som moralsk forkerte, forud for deres eventuelle kriminalisering ved lov.
Et eksempel på en malum prohibitum-forbrydelse, er en strafsanktioneret overtrædelse af færdselslovgivningens regler om, at biler skal køre på en bestemt side af vejen. Kriminaliseringen af, at køre på den forkerte side af vejen udspringer ikke af, at dette er moralsk forkasteligt i forvejen, men i et ønske om trafikregulering.
I common law-jurisdiktioner er sondringen mellem mala in se og mala prohibita-forbrydelser ikke blot filosofisk, men af retlig betydning. I amerikansk ret har sondringen således både betydning for de krav der stilles til strafferetlig tilregnelse og for forbrydelsers klassificering og den heraf følgende ret til jury-medvirken ved straffesagen.